# 隰城县
參數所指定的目標頁面不存在，建議更正成存在頁面或直接建立下列一個頁面（建立前請先搜尋是否有合適的存在頁面可以取代）：
- 隰成县

隰城县，中国古县名。位于今山西汾阳市境内。
原为秦朝时设置的兹氏县，《旧唐书 志第十九 地理二》则称为“汉美稷县”，属西河郡。东汉末年，因匈奴侵边，西河郡遂废。三国曹魏黄初三年（222年），割太原郡的兹氏县等县复置西河郡，领原西河郡南部旧地，治所在兹氏县。西晋时，置西河国，改兹氏县为隰城县。有认为，改名的原因是可能因为避讳晋朝追尊皇帝司马师的名讳。
五胡十六国时，县境相继属后赵、前秦、前燕、后燕。后地入北魏，太延中（435年－440年）改称什星军。太和八年（484年）复名隰城县。北魏置西河郡，治所在隰城县，属汾州。隋朝属西河郡。唐朝再置汾州。上元元年（760年）九月，更名西河县。